# 胜利水库 (通榆)
胜利水库是中国吉林省白城市通榆县境内的一座水库，引洮尔河水，建于1959年。水库正常库容为1500万立方米，集雨面积为12417平方千米，海拔为150.7米。